# Добропольская городская община
Добропольская городская территориальная община — административно-территориальная единица в Украине, расположенная в Покровском районе Донецкой области. Административным центром общины является город Доброполье.
Община была образована 12 июня 2020 года в рамках реформы децентрализации Украины. Она объединяет несколько городов, поселков и сел, что способствует развитию инфраструктуры, экономики и системы местного самоуправления.

## Географическое положение
Добропольская городская территориальная община расположена в центральной части Донецкой области, в степной зоне Украины. Рельеф преимущественно равнинный, климат умеренно-континентальный. На территории общины протекают небольшие реки, а также имеются искусственные водоемы, используемые для технических и хозяйственных нужд.
Граничит с рядом других территориальных общин Донецкой области, включая Белозерскую и Криворожскую.

## Административное устройство
Добропольская городская территориальная община включает в себя 14 населенных пунктов:
Города:
- Доброполье
- Белицкое

Поселки городского типа:
- Водянское
- Святогоровка

Села:
- Викторовка
- Вировка
- Ганновка
- Копани
- Нововикторовка
- Новоукраинка
- Рубежное

Поселки:
- Новый Донбасс
- Светлое
- Шевченко
- Черниговка

По состоянию на 2020 год численность населения составляет около 43 827 человек.

## История
Территория современной Добропольской общины заселена с древних времен. Археологические находки свидетельствуют о наличии поселений еще в эпоху бронзы. В XVIII—XIX веках эта территория активно осваивалась переселенцами из центральных и южных областей Российской империи.
В конце XIX — начале XX века регион стал активно развиваться благодаря добыче угля. Во времена Советского Союза территория современного Добропольского района входила в состав индустриального Донбасса, где основным экономическим направлением была угледобыча. После распада СССР регион столкнулся с экономическими трудностями, связанными с сокращением промышленного производства.
В 2020 году, в рамках реформы децентрализации, была создана Добропольская городская территориальная община.

## Экономика
Основу экономики общины составляет промышленность, сельское хозяйство и сфера услуг.
Промышленность
Доброполье и Белицкое являются важными промышленными центрами региона. Основная отрасль — угледобыча. В регионе расположены шахты, входящие в состав крупных угольных компаний. Также развита переработка угля, производство строительных материалов и машиностроение.
Сельское хозяйство
Благодаря плодородным почвам на территории общины развито растениеводство. Выращиваются зерновые культуры (пшеница, ячмень, кукуруза), подсолнечник, овощи. Также ведется животноводство, включая разведение крупного рогатого скота, свиноводство и птицеводство.
Торговля и услуги
В общине работает множество предприятий торговли и бытового обслуживания. Развиваются малый и средний бизнес, открываются новые магазины, кафе, сервисные центры.

## Транспорт и инфраструктура
Добропольская городская община обладает развитой транспортной сетью. Через ее территорию проходят железнодорожные линии, связывающие регион с другими областями Украины. Действуют автобусные маршруты, соединяющие населенные пункты внутри общины и с соседними регионами.
В Доброполье расположен автовокзал, обеспечивающий пассажирские перевозки на городском и междугороднем уровнях.

## Образование и медицина
В общине функционируют учебные заведения разного уровня, включая школы, детские сады, гимназии, учреждения дополнительного образования. В Доброполье работают профессионально-технические училища, колледжи.
Медицинское обслуживание предоставляют больницы, поликлиники, амбулатории и фельдшерско-акушерские пункты. В центральной районной больнице Доброполья оказываются специализированные медицинские услуги.

## Культура и спорт
В общине работают дома культуры, библиотеки, музыкальные и художественные школы. Проводятся культурные мероприятия, концерты, фестивали.
Для занятий спортом оборудованы стадионы, спортивные площадки, тренажерные залы. Ведется работа по развитию детского и юношеского спорта.

## Органы власти
Местное самоуправление представлено Добропольским городским советом. Исполнительные органы власти занимаются вопросами ЖКХ, инфраструктуры, социального обеспечения, образования и здравоохранения.
В условиях военного конфликта в регионе также действует Добропольская городская военная администрация, обеспечивающая координацию действий по поддержанию порядка и защиты населения.